# S Coronae Borealis
S Coronae Borealis är en pulserande variabel av Mira Ceti-typ i stjärnbilden Norra kronan. 
Stjärnan har magnitud +5,8 och förmörkas ner till +14,1 med en period på 360,26 dygn. 